# Оук-Гіллс (округ Сан-Бернардіно, Каліфорнія)
Оук-Гіллс (англ. Oak Hills) — переписна місцевість (CDP) в США, в окрузі Сан-Бернардіно штату Каліфорнія. Населення — 9450 осіб (2020).

## Географія
Оук-Гіллс розташований за координатами 34°23′24″ пн. ш. 117°24′11″ зх. д. / 34.39000° пн. ш. 117.40306° зх. д. (34.389944, -117.403108).  За даними Бюро перепису населення США в 2010 році переписна місцевість мала площу 63,17 км², уся площа — суходіл.

## Демографія
Згідно з переписом 2010 року, у переписній місцевості мешкало 8879 осіб у 2710 домогосподарствах у складі 2293 родин. Густота населення становила 141 особа/км².  Було 2976 помешкань (47/км²).
Расовий склад населення:
| - 76,5 % — білих - 3,0 % — чорних або афроамериканців - 2,5 % — азіатів - 1,1 % — корінних американців - 0,3 % — вихідців з тихоокеанських островів - 13,1 % — осіб інших рас |

До двох чи більше рас належало 3,3 %. Частка іспаномовних становила 30,6 % від усіх жителів.
За віковим діапазоном населення розподілялося таким чином: 27,4 % — особи молодші 18 років, 63,0 % — особи у віці 18—64 років, 9,6 % — особи у віці 65 років та старші. Медіана віку мешканця становила 39,1 року. На 100 осіб жіночої статі у переписній місцевості припадало 102,4 чоловіків;  на 100 жінок у віці від 18 років та старших — 99,4 чоловіків також старших 18 років.
Середній дохід на одне домашнє господарство  становив 86 632 долари США (медіана — 69 260), а середній дохід на одну сім'ю — 93 745 доларів (медіана — 82 344). Медіана доходів становила 55 399 доларів для чоловіків та 43 255 доларів для жінок. За межею бідності перебувало 9,3 % осіб, у тому числі 4,0 % дітей у віці до 18 років та 16,8 % осіб у віці 65 років та старших.
Цивільне працевлаштоване населення становило 3872 особи. Основні галузі зайнятості: освіта, охорона здоров'я та соціальна допомога — 21,4 %, роздрібна торгівля — 16,1 %, публічна адміністрація — 10,2 %, науковці, спеціалісти, менеджери — 9,0 %.